# Chomelix
Chomelix település Franciaországban, Haute-Loire megyében. Lakosainak száma 449 fő (2022. január 1.). Chomelix Beaune-sur-Arzon, Bellevue-la-Montagne, Félines, Saint-Georges-Lagricol és Saint-Pierre-du-Champ községekkel határos.

## Népesség
A település népességének változása:
| Lakosok száma | 631  | 438  | 376  | 506  | 486  | 479  | 475  | 472  | 462  | 449  |
|               | 1968 | 1982 | 1990 | 2006 | 2013 | 2015 | 2017 | 2019 | 2020 | 2022 |